# Orvieto
Orvieto é uma comuna italiana da região da Umbria, província de Terni, com cerca de 20.692 habitantes. Estende-se por uma área de 281 km², tendo uma densidade populacional de 74 hab/km². Faz fronteira com Allerona, Bagnoregio (VT), Baschi, Bolsena (VT), Castel Giorgio, Castel Viscardo, Castiglione in Teverina (VT), Civitella d'Agliano (VT), Ficulle, Lubriano (VT), Montecchio, Porano, San Venanzo, Todi (PG).
Pertence à rede das Cidades Cittaslow.

## Demografia
| Variação demográfica do município entre 1861 e 2011                               |
|                                                                                   |
| Fonte: Istituto Nazionale di Statistica (ISTAT) - Elaboração gráfica da Wikipedia |